# Ігрісе
Ігрісе (ест. Igrise; місцева вимова Ігрісся, також використовуються назви Ігриси, Ігреся, Ігріще, Ігрісся, Ігрісса, Ігріса, Ігріша, Ігрісче, Ігріце) — село в Естонії, входить до складу волості Мікітамяе, повіту Пилвамаа.
| Естонія | Це незавершена стаття з географії Естонії. Ви можете допомогти проєкту, виправивши або дописавши її. |

1. ↑  http://metaweb.stat.ee/get_classificator_file.htm?id=4412334&siteLanguage=et
2. ↑  Land and Spatial Development Board — 1990.